# Filippine ai Giochi della XVII Olimpiade
Le Filippine parteciparono ai Giochi della XVII Olimpiade che si sono svolti a Roma dal 25 agosto all'11 settembre 1960, con una delegazione di 40 atleti impegnati in sette discipline per un totale di 27 competizioni.
Fu l'ottava quarta partecipazione di questo paese ai Giochi olimpici. Non furono conquistate medaglie.

## Risultati

### Pallacanestro
| Atleta | Classifica |
| --- | ---------- |
| V · D · M Nazionale filippina - Pallacanestro ai Giochi della XVII Olimpiade 3 Badion · 4 Bernardo · 5 Ortiz · 6 Bachmann · 7 Yburán · 8 Pacheco · 9 Márquez · 10 Ocampo · 11 Cruz · 12 Roque · 13 Achacoso · 14 Ramas · All. Arturo Rius | 11°        |
| Nazionale filippina - Pallacanestro ai Giochi della XVII Olimpiade |            |
| 3 Badion · 4 Bernardo · 5 Ortiz · 6 Bachmann · 7 Yburán · 8 Pacheco · 9 Márquez · 10 Ocampo · 11 Cruz · 12 Roque · 13 Achacoso · 14 Ramas · All. Arturo Rius                                                                              |            |